# Leptodactylus latrans
Leptodactylus latrans е вид жаба от семейство Жаби свирци (Leptodactylidae). Видът не е застрашен от изчезване.

## Разпространение
Разпространен е в Аржентина, Боливия, Бразилия, Венецуела, Гвиана, Колумбия, Парагвай, Суринам, Тринидад и Тобаго, Уругвай и Френска Гвиана.